# Марондера (град)
Марондера (до 1982. носио је име Маранделас) је град у покрајини Машоналенд Исток, Зимбабве.
Током Другог светског рата, преко 600 пољских избеглица, углавном жена и деце, које су побегле из Пољске под совјетском окупацијом, примљено је у Марондеру. Године 1946. избеглички камп је затворен, а Пољаци су премештени у Гатуму, одакле су на крају враћени у Европу.

## Клима
| Клима Marondera (1961–1990)              | Клима Marondera (1961–1990) | Клима Marondera (1961–1990) | Клима Marondera (1961–1990) | Клима Marondera (1961–1990) | Клима Marondera (1961–1990) | Клима Marondera (1961–1990) | Клима Marondera (1961–1990) | Клима Marondera (1961–1990) | Клима Marondera (1961–1990) | Клима Marondera (1961–1990) | Клима Marondera (1961–1990) | Клима Marondera (1961–1990) | Клима Marondera (1961–1990) |
| Показатељ \ Месец                        | .Јан.                       | .Феб.                       | .Мар.                       | .Апр.                       | .Мај.                       | .Јун.                       | .Јул.                       | .Авг.                       | .Сеп.                       | .Окт.                       | .Нов.                       | .Дец.                       | .Год.                       |
| ---------------------------------------- | --------------------------- | --------------------------- | --------------------------- | --------------------------- | --------------------------- | --------------------------- | --------------------------- | --------------------------- | --------------------------- | --------------------------- | --------------------------- | --------------------------- | --------------------------- |
| Максимум, °C (°F)                        | 24,8 (76,6)                 | 24,2 (75,6)                 | 24,2 (75,6)                 | 22,9 (73,2)                 | 21,5 (70,7)                 | 19,3 (66,7)                 | 19,2 (66,6)                 | 22,0 (71,6)                 | 25,5 (77,9)                 | 26,0 (78,8)                 | 25,8 (78,4)                 | 24,3 (75,7)                 | 23,3 (73,9)                 |
| Минимум, °C (°F)                         | 14,8 (58,6)                 | 14,7 (58,5)                 | 13,8 (56,8)                 | 11,5 (52,7)                 | 8,9 (48)                    | 6,1 (43)                    | 5,9 (42,6)                  | 7,3 (45,1)                  | 10,5 (50,9)                 | 12,5 (54,5)                 | 13,8 (56,8)                 | 14,5 (58,1)                 | 11,2 (52,2)                 |
| Количина кише, mm (in)                   | 193,4 (7,614)               | 149,1 (5,87)                | 90,3 (3,555)                | 48,7 (1,917)                | 10,1 (0,398)                | 5,4 (0,213)                 | 3,0 (0,118)                 | 3,0 (0,118)                 | 6,8 (0,268)                 | 40,3 (1,587)                | 113,1 (4,453)               | 187,7 (7,39)                | 850,9 (33,5)                |
| Дани са кишом                            | 14                          | 12                          | 9                           | 5                           | 2                           | 1                           | 1                           | 1                           | 1                           | 5                           | 10                          | 15                          | 76                          |
| Извор: World Meteorological Organization |                             |                             |                             |                             |                             |                             |                             |                             |                             |                             |                             |                             |                             |